# The Empyrean
The Empyrean – dziewiąty solowy album Johna Frusciante, którego premiera miała miejsce 20 stycznia 2009 roku. Materiał na płytę był nagrywany od grudnia 2006 do marca 2008. W nagraniach Johna wspomagał Josh Klinghoffer, Flea, Sonus Quartet, Johnny Marr oraz The New Dimension Singers. Według słów Johna nowa płyta będzie utrzymana w "psychodelicznych brzmieniach, które ma nadzieje będą słuchane bardzo głośno w ciemnych pokojach w zimne wieczory".

## Lista utworów
Wszystkie utwory napisane przez Johna Frusciante; wyjątki zostały zaznaczone. 
1. "Before The Beginning"
2. "Song to the Siren" (Tim Buckley)
3. "Unreachable"
4. "God"
5. "Dark/Light"
6. "Heaven"
7. "Enough Of Me"
8. "Central"
9. "One More Of Me"
10. "After The Ending"

Japan Bonus:
1. "Today"
2. "Ah yom"
3. "Here, Air"

## Twórcy
- John Frusciante – śpiew, gitara elektryczna, gitara akustyczna, klawisze, pianino, gitara basowa, syntezator
- Josh Klinghoffer – perkusja, elektryczne pianino, organy, pianino, syntezator, wokal wspierający
- Flea - gitara basowa
- Johnny Marr – gitary
- Sonus Quartet